# نادي بروملي
نادي بروملي (بالإنجليزية: Bromley F.C.)‏ هو نادي كرة قدم بريطاني تأسس في 1892 ، يقع مقره الرئيسي في منطقة بروملي، ويلعب في دوري الجنوب الوطني.

## وصلات خارجية
- الموقع الرسمي